# Nordamerikansk platy
Nordamerikansk platy (Xiphophorus couchianus) är en fiskart som först beskrevs av Charles Frédéric Girard, 1859.  Nordamerikansk platy ingår i släktet Xiphophorus och familjen Poeciliidae. IUCN kategoriserar arten globalt som akut hotad. Inga underarter finns listade i Catalogue of Life.